# Батия (Спарта)
Батия (др.-греч. Βάττεια или Βατέα) в спартанских мифах древней Греции по одной из версий нимфа (дриада), родившая спартанскому царю Ойбалу (Эбалу), сыновей: Тиндарея, Гиппокоонта и Икария:

Существуют авторы, которые утверждают, что … от Периера, сына Кинорта, родился Ойбал, а от Ойбала и наяды Батии родились Тиндарей, Гиппокоонт и Икарий.

Однако в Древней Греции существовало ещё несколько версий происхождения спартанского царя Тиндарея, земного отца Елены Прекрасной. Павсаний и другая версия, изложенная Аполлодором, предполагают, что матерью Тиндарея и Икария была Горгофона, дочь Персея и Андромеды, жена спартанского царя, сына Кинорта, разница в том, что Аполлодор называет его Периером, а Павсаний — Эбалом (Ойбалом).